# 寇謙之
寇 謙之（こう けんし、Kòu qiānzhī、365年 - 448年）は、中国南北朝時代北魏の道士。新天師道の創始者。字は輔真。本貫は上谷郡昌平県。北魏の河南公寇讃の弟。後漢の雲台二十八将の一人である雍奴威侯寇恂の曾孫の寇栄の末裔という。道教を体系化し、教義・教典・儀礼を定めた。

## 生涯
若い頃から仙道を好み、張魯の術を修め服食して数年たった頃、仙人の成公興に出会い、華山をへて嵩山に伴われ十年修業を積む。
415年（神瑞2年）、太上老君が天より降り、寇謙之の修業の熱心なことを賞して天師の位を授け、『雲中音誦新科之誡』20巻を与え、「三張の偽法、租米銭税や男女合気などの妖術を一掃すべし」と命じ、服気導引口訣の法を授けたという。
423年（泰常8年）、李譜文から『籙図真経』60余巻と鬼神を駆使する法、金丹雲英八石玉漿の秘法を受け、翌年に北魏の太武帝に書を献じたが、宰相の崔浩が特に寇謙之に師事し、さらに帝に勧めて都の平城の南北に天師道場を起こさせた。五層の重壇にして120人の道士を仕えさせ、一日6回の祈祷を行わせる。
442年（太平真君3年）、世祖は道壇に登って符籙（道士としての資格の一つ）を受けた。世祖はこの新天師道を尊崇し、道教を北魏の国教とし、自ら「太平真君」と称し、446年以降、仏教を排斥するようになった（三武一宗の法難の内の一つ）。
寇謙之は仏教の戒律などを参考にして、「雲中音誦新科之誡」をさだめた。さらに修業の段階に応じて資格を与え、師弟の関係を秩序づけ、道教の組織を寺院・教会のように確立した。
中国北部における道教は、以後の王朝によって国教に準ずる扱いを受け、唐代以降の隆盛を準備するのである。